# Diskuskastaren

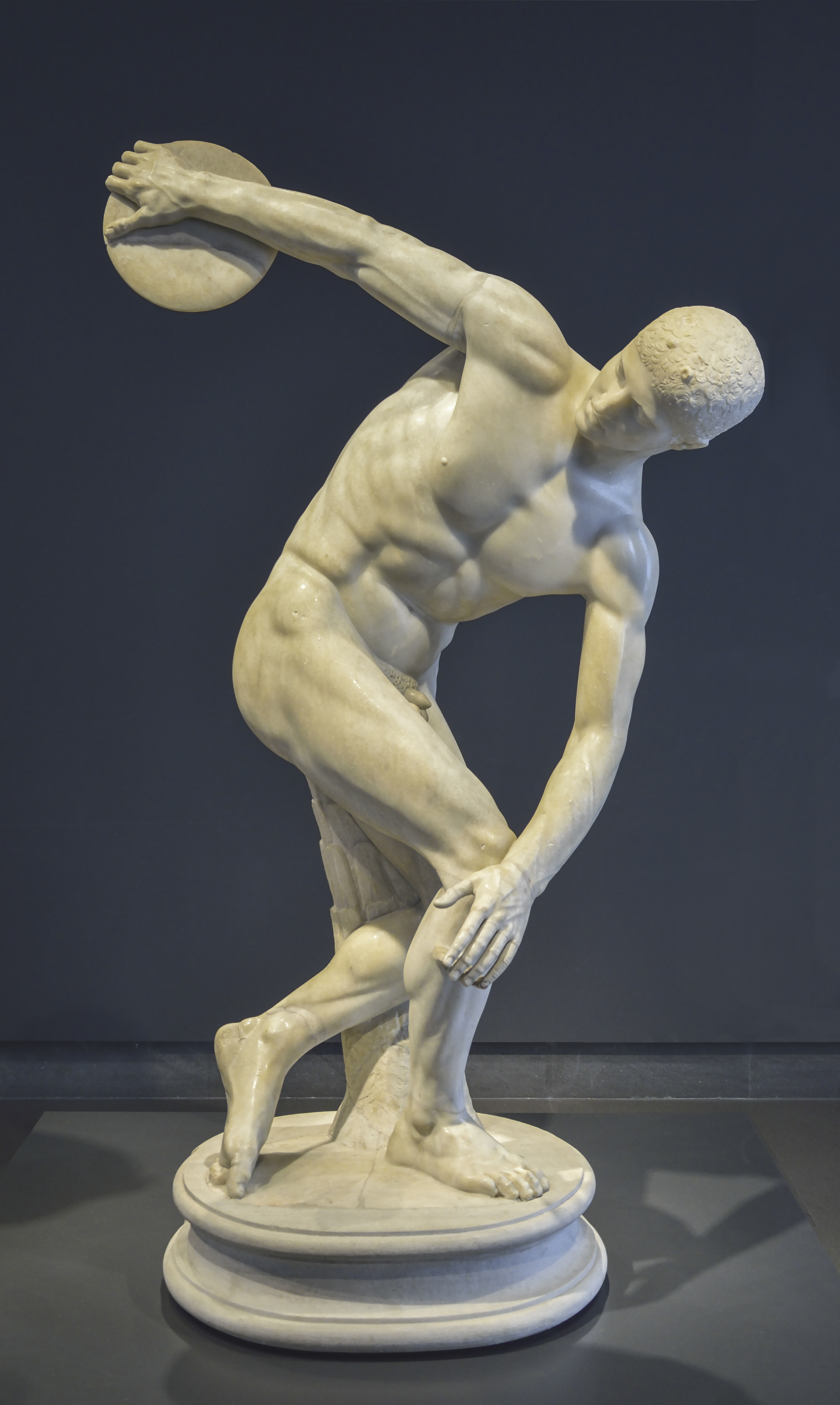
Diskuskastaren på Museo Nazionale Romano i Rom.

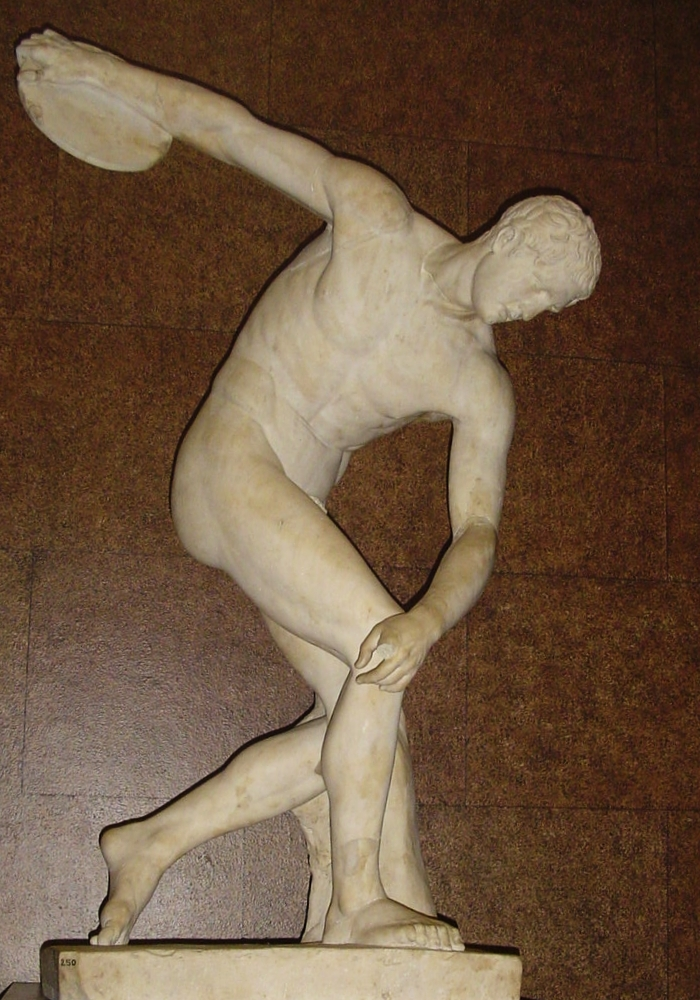
Diskuskastaren på British Museum. Skulpturens huvud är felvänt efter en restauration.

Diskuskastaren eller Diskobolos är en antik skulptur som föreställer en naken atlet, framåtböjd i ett förberedande moment av kast av en diskus. Originalet i brons utfördes omkring 450 före Kristus av den grekiska skulptören Myron. Skulpturen är ett tidigt exempel på att den mänskliga gestalten befriats från de tidigare statyernas stående, frontala hållning. Det är tydligt att konstnären inte bara velat avbilda atletens kropp, utan också hans rörelser. 
Originalet är förlorat, men ett flertal romerska kopior är bevarade. Bland annat finns den utställd på:
- Palazzo Massimo som är en del av Museo Nazionale Romano i Rom. Marmorskulpturen hittades 1781 i Villa Palombara på Esquilinen, en av Roms sju kullar. Adolf Hitler lyckades förvärva skulpturen 1938 och den fanns utställd på Glyptoteket i München till 1948. Den är 148 cm hög.
- British Museum i London. Skulpturen i marmor hittades 1790 i samband med utgrävningar av Hadrianus villa i Tivoli. Thomas Jenkins, en brittisk antikhandlare i Rom, inköpte skulpturen 1792 och sålde den till samlaren Charles Townley som förde den till London. Skulpturens huvud är felvänt efter en restauration.
- Vatikanmuseerna i Vatikanstaten. Skulpturen i parisk marmor är från andra århundradet efter Kristus. Även den hittades i Hadrianus villa i Tivoli 1791. Statyn, som är hårt restaurerad, är 133 cm hög.